# 3.45吋RCL無後座力砲
3.45吋RCL（英語：3.45 inch RCL）是一款在第二次世界大战期間由英国武器設計師丹尼斯通·伯尼爵士所研製、武器製造商百老匯信託公司所生產的无后座力武器，發射88毫米无后座力炮彈。
然而，由於擊發時造成的燃氣侵蝕而導致的後膛磨損問題，它並無正如當初希望的那樣，趕上在遠東地區、特別是缅甸的軍事行動當中部署。但是，它確實地延伸出戰後的MoBAT和Wombat無後座力炮。

## 歷史
3.45英寸RCL是由丹尼斯通·伯尼本人所成立的百老匯信託公司所建造。丹尼斯爵士對於第二次世界大戰期間，由瑞典博福斯·卡爾·古斯塔夫公司所設計的20毫米Pvg m/42無後座力炮的設計不屑一顧；但因為卡爾·古斯塔夫的也是一款炮膛龐大的火炮，旨在消除反坦克步槍（諸如博斯反坦克步槍或是類似的大口徑栓動式步槍）因需要擊發大型子彈方可使得彈丸進行高速投射時相應的巨大後座力，這對他的工作並無多大影響。儘管伯尼的設計的炮口速度並非很高，但它通過配用的砲彈：黏著榴彈來彌補這一點，而非藉由速度和重量貫穿装甲。

## 設計
3.45英寸RCL是一款可以肩扛式擊發的武器，使得它可以人體為框架的範圍內無限制地進行橫移或抬高，也可以架設在簡易型三腳架以上使用。一部分裝藥燃氣穿過彈藥筒壁以上的排氣孔並且流入後膛周圍的空間，然後通過四根文丘里管從後排出。這樣從後噴火抵消了其後座力。

## 彈藥規格
3.45英寸WB（“Wallbuster”，意為：牆壁剋星）RCL彈藥，3.45英寸（8.8厘米）
- 彈種：黏著榴彈
- 推進藥：11.125磅（5.046千克）堇青石
- 填充物：塑膠炸彈
- 重量（整發）：16.25英磅（7.37）

## 資料來源
1. 1 2  Hogg 1978，第233頁